# Margaret McKenny
Margaret McKenny (17 de abril de 1885 - agosto de 1969) fue una arquitecta paisajista, naturalista, activista y escritora estadounidense a la que se la conocía como la "Gran Dama" de los Hongos del noroeste.

## Primeros años y educación
Nacida en Olympia, Washington, era hija del general Thomas I. McKenny, quien se desempeñó como general en la Guerra Civil y como agente indio para el territorio de Washington. Su madre era Cynthia Adelaide, y ella era hija única.
Después de asistir a las escuelas locales en Olympia, McKenny asistió a una de las pocas escuelas de arquitectura paisajista abiertas a mujeres estudiantes a principios de siglo llamada Lowthorpe School en Groton, Massachusetts. Mientras asistía a Lowthorpe, se unió al Boston Mycological Club, creando un camino para convertirse en una micóloga reconocida a nivel nacional.

## Carrera
Después de regresar a Olympia, McKenny operó una escuela Montessori desde 1913 hasta 1919.
En 1919, se mudó a la ciudad de Nueva York y trabajó para el Garden Club of America y el New York City Gardens Club como arquitecta paisajista, entre otras organizaciones. Además de escribir para el Jardín botánico de Nueva York, también se convirtió en miembro del personal de Nature Lore School en el Museo Americano de Historia Natural.
McKenny regresó a Olympia en 1943. Entre otros trabajos, trabajó como fotógrafa oficial para la Comisión de Parques del Estado de Washington.

## Activismo
McKenny dirigió varios esfuerzos para preservar los espacios abiertos locales en Olympia del desarrollo privado. Esos lugares incluyen Sylvester Park en el centro de la ciudad, que está incluido en la lista del distrito histórico del centro de Olympia. Otro éxito notable es Watershed Park, una selva tropical templada de 153 acres en el núcleo central de la ciudad. McKenney fundó un grupo llamado "Ciudadanos del futuro" que hizo circular una petición para salvar el parque del desarrollo y finalmente tuvo éxito gracias a un juicio en la Corte Suprema de Washington.
A McKenny también se le atribuye estar "entre los primeros en articular la necesidad del río Nisqually" delta en una era en la que el puerto de Tacoma consideró dragar el delta para un puerto de aguas profundas y la ciudad de Seattle consideró colocar un basurero allí. A largo plazo, el activismo de McKenny resultó en el establecimiento del Refugio Nacional de Vida Silvestre Billy Frank Jr. Nisqually.
Además de varias otras organizaciones, a McKenny se le atribuye la fundación de la Sociedad Olympia Audubon.

## Honores
El Distrito Escolar de Olympia nombró a la Escuela Primaria Margaret McKenny en su memoria; el Departamento de Recursos Naturales del Estado de Washington nombró al Margaret McKenny Campground en Capitol State Forest en su honor; y el Ayuntamiento de Olympia nombró el Parque Margaret McKenny.

## Obras seleccionadas
Es autora de varias guías de campo, libros, artículos periodísticos y entradas de enciclopedias.
- Mushrooms of Field and Wood (1929) John Day Company
- The Wild Garden (1936) Doubleday, Doran & Company, Inc.
- Your City Garden with E. L. D. Seymour (1937) D. Appleton-Century Company, Inc.
- A Book of Wild Flowers (1939) MacMillan Company
- Birds in the Garden and How to Attract Them (1939) Reynal & Hitchcock
- A Book of Garden Flowers (1940) MacMillan Company
- How the Hurricane Helped (ilustrado por Winifred Bromhall, 1940) Alfred A Knopf
- Trees of the Countryside (1942) Alfred A Knopf
- Washington Nature Notes (1944) Saalfield Publishing Company más tarde impreso como Wildlife of the Pacific Northwest (1954) Kessinger Publishing
- Abe and His Girl Friend Amble (1945) Binfords & Mort
- Little White Pig (1945) Little White Pig
- A Book of Wayside Fruits (1945) MacMillan Company
- Tree Pruning Manual for the City of Olympia Tree Program con John Duffield; Reemitido como National Park Service Tree Preservation Bulletin #4 (1961)
- The Savory Wild Mushroom with Daniel E. Stuntz (1962) University of Washington Press
- A Field guide to Wildflowers of Northeastern and North-Central North America con Roger Tory Peterson (1968)

También fue editora asociada de Wise Garden Encyclopedia en 1936 para W. H. Wise & Company y contribuyó con ensayos sobre "Flores silvestres" y "Cultivo de flores y verduras" para la serie de enciclopedias Childcraft en 1960 para World Book Inc.